# 4872 Grieg
A 4872 Grieg (ideiglenes jelöléssel 1989 YH7) a Naprendszer kisbolygóövében található aszteroida. Freimut Börngen fedezte fel 1989. december 25-én.